# Arquidiócesis de Managua
La arquidiócesis de Managua (en latín: Archidioecesis Managuensis) es una circunscripción eclesiástica de la Iglesia católica en Nicaragua. Se trata de una arquidiócesis latina, sede metropolitana de la provincia eclesiástica de Managua. Desde el 1 de abril de 2005 su arzobispo es el cardenal Leopoldo José Brenes Solórzano.

## Territorio y organización

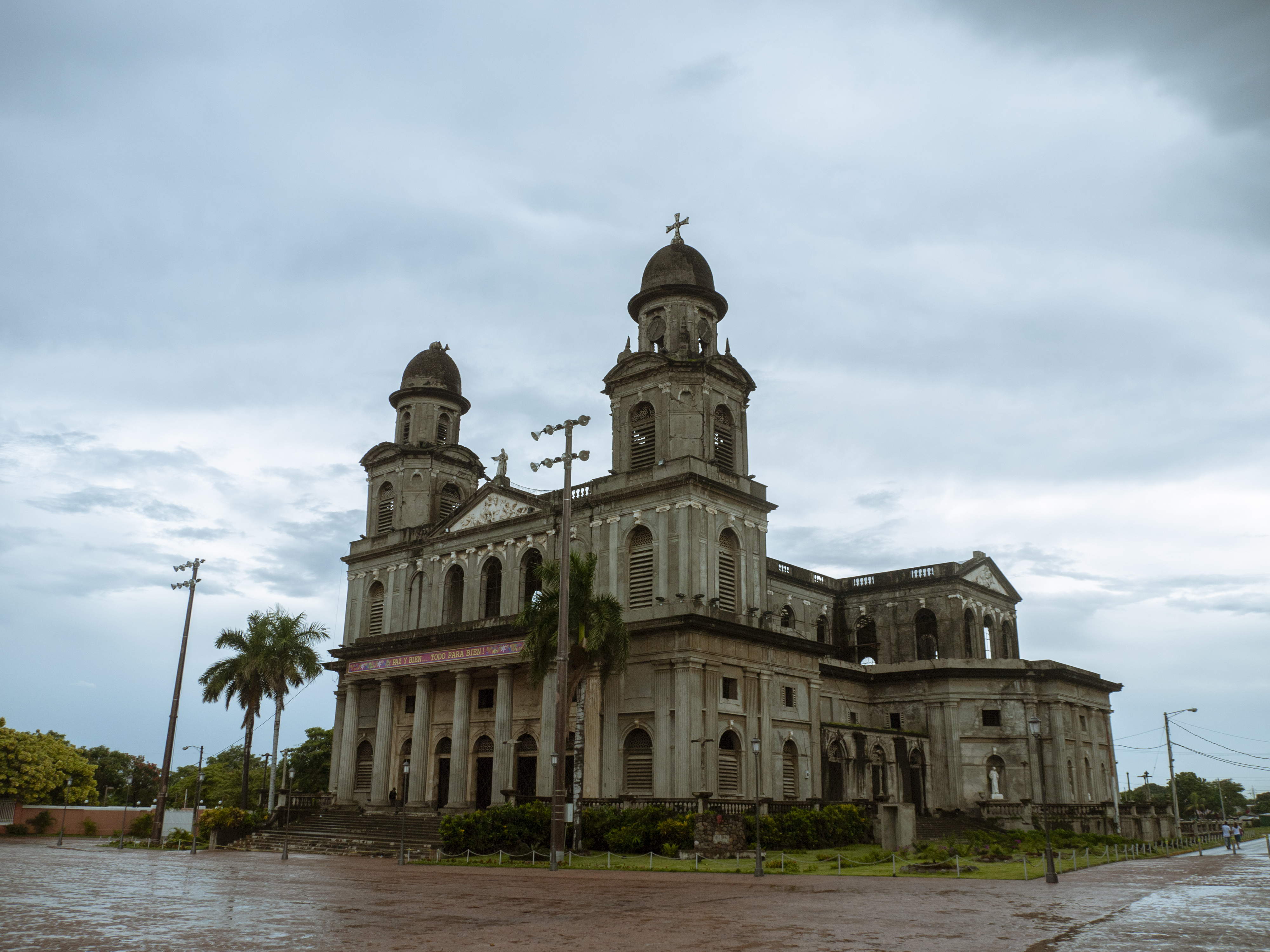
Excatedral de Santiago Apóstol, en Managua

La arquidiócesis tiene 5312 km² y extiende su jurisdicción sobre los fieles católicos de rito latino residentes en los departamentos de: Carazo, Managua y Masaya.

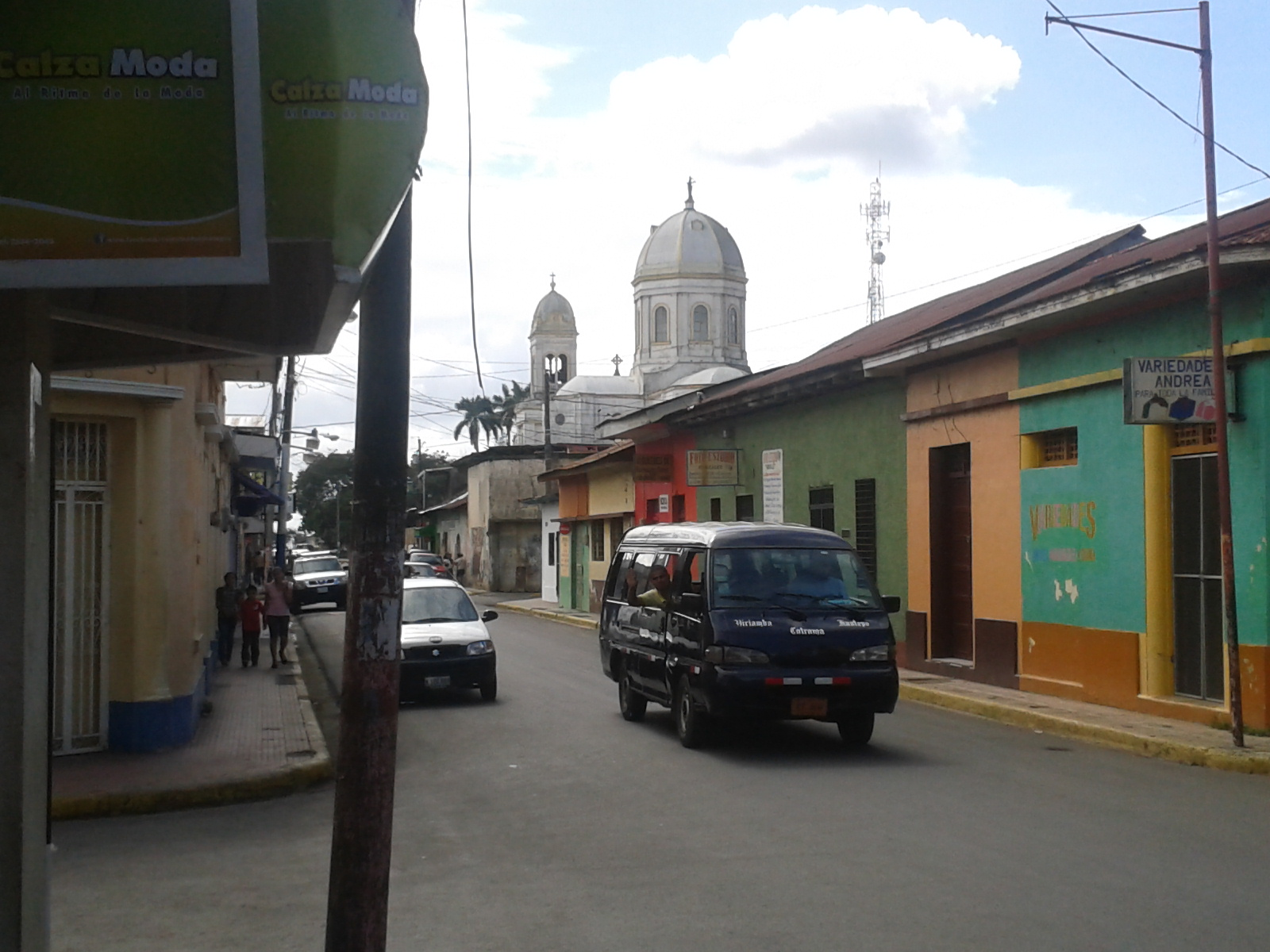
Basílica de San Sebastián, en Diriamba

La sede de la arquidiócesis se encuentra en la ciudad de Managua, en donde se halla la Catedral de la Inmaculada Concepción y la excatedral de Santiago Apóstol, dañada por el terremoto del 23 de diciembre de 1972. En Diriamba se halla la basílica de San Sebastián. Existen 2 santuarios: el Santuario Mariano de Lourdes y el Santuario Cristológico de Esquipulas. Cuenta además con 3 seminarios: Seminario Mayor Arquidiocesano La Purísima, el Seminario Menor Nuestra Señora de La Asunción y el Seminario Interdiocesano Nacional Nuestra Señora de Fátima; además de ser la sede del Seminario Nacional Nuestra Señora de Fátima, donde concluyen estudios superiores los sacerdotes de la provincia eclesiástica de Nicaragua.
En la arquidiócesis además está presente la comunidad Neocatecumenal con el "Seminario Misionero Arquidiocesano «Redemptoris Mater» Nuestra Señora de Guadalupe" del que se autorizó su construcción en 1997 y se concluyó el año 2004.
La arquidiócesis tiene como sufragáneas a las diócesis de: Bluefields, Estelí, Granada, Jinotega, Juigalpa, León, Matagalpa y Siuna.
En 2021 en la arquidiócesis existían 114 parroquias agrupadas en 5 zonas pastorales (Zona Central de Managua, Zona Oriental de Managua, Zona Occidental de Managua, Zona de Carazo, Zona de Masaya)

## Historia
La arquidiócesis fue erigida el 2 de diciembre de 1913 con la bula Quum iuxta apostolicum effatum del papa Pío X, obteniendo el territorio de la diócesis de León en Nicaragua.
El 19 de diciembre de 1924 cedió una porción de su territorio para la erección de la diócesis de Matagalpa mediante la bula Animarum saluti del papa Pío XI.
El cabildo catedralicio fue constituido el 31 de octubre de 1953 mediante la bula Est Collegium del papa Pío XII.

## Estadísticas
Según el Anuario Pontificio 2022 la arquidiócesis tenía a fines de 2021 un total de 2 285 590 fieles bautizados.
| Año                                                                             | Población            | Población | Población      | Sacerdotes | Sacerdotes    | Sacerdotes    | Bautizados por sacerdote | Diáconos permanentes | Religiosos | Religiosos | Parroquias |
| Año                                                                             | Bautizados católicos | Total     | % de católicos | Total      | Clero secular | Clero regular | Bautizados por sacerdote | Diáconos permanentes | Varones    | Mujeres    | Parroquias |
| ------------------------------------------------------------------------------- | -------------------- | --------- | -------------- | ---------- | ------------- | ------------- | ------------------------ | -------------------- | ---------- | ---------- | ---------- |
| 1950                                                                            | 1 142 622            | 1 202 866 | 95.0           | 49         | 27            | 22            | 23 318                   |                      |            | 141        | 14         |
| 1966                                                                            | 417 000              | 438 064   | 95.2           | 132        | 41            | 91            | 3159                     |                      | 143        | 354        | 44         |
| 1968                                                                            | 540 000              | 563 349   | 95.9           | 140        | 44            | 96            | 3857                     |                      | 131        | 314        | 49         |
| 1976                                                                            | 695 239              | 750 987   | 92.6           | 130        | 36            | 94            | 5347                     |                      | 142        | 350        | 55         |
| 1980                                                                            | 905 000              | 921 000   | 98.3           | 158        | 48            | 110           | 5727                     |                      | 153        | 370        | 67         |
| 1990                                                                            | 1 110 000            | 1 189 118 | 93.3           | 93         | 43            | 50            | 11 935                   |                      | 69         | 260        | 72         |
| 1999                                                                            | 1 816 880            | 2 271 100 | 80.0           | 122        | 68            | 54            | 14 892                   |                      | 95         | 495        | 85         |
| 2000                                                                            | 1 818 880            | 2 273 200 | 80.0           | 138        | 84            | 54            | 13 180                   |                      | 101        | 500        | 90         |
| 2001                                                                            | 1 900 300            | 2 273 200 | 83.6           | 147        | 93            | 54            | 12 927                   |                      | 97         | 515        | 95         |
| 2002                                                                            | 1 950 310            | 2 385 300 | 81.8           | 151        | 95            | 56            | 12 915                   |                      | 100        | 536        | 97         |
| 2003                                                                            | 1 807 300            | 2 386 500 | 75.7           | 147        | 96            | 51            | 12 294                   |                      | 86         | 550        | 100        |
| 2004                                                                            | 1 800 300            | 2 400 000 | 75.0           | 158        | 104           | 54            | 11 394                   |                      | 107        | 565        | 92         |
| 2013                                                                            | 2 061 000            | 2 721 000 | 75.7           | 214        | 143           | 71            | 9630                     |                      | 114        | 270        | 114        |
| 2016                                                                            | 2 168 000            | 2 863 000 | 75.7           | 237        | 166           | 71            | 9147                     |                      | 113        | 270        | 115        |
| 2019                                                                            | 2 239 850            | 2 623 800 | 85.4           | 251        | 180           | 71            | 8923                     |                      | 113        | 270        | 114        |
| 2021                                                                            | 2 285 590            | 2 678 780 | 85.3           | 253        | 182           | 71            | 9033                     |                      | 113        | 270        | 114        |
| Fuente: Catholic-Hierarchy, que a su vez toma los datos del Anuario Pontificio. |                      |           |                |            |               |               |                          |                      |            |            |            |

## Episcopologio
- José Antonio Lezcano y Ortega † (10 de diciembre de 1913-6 de enero de 1952 falleció)
- Vicente Alejandro González y Robleto † (6 de enero de 1952 por sucesión-18 de junio de 1968 falleció)
- Miguel Obando Bravo, S.D.B. † (16 de febrero de 1970-1 de abril de 2005 retirado)
- Cardenal Leopoldo José Brenes Solórzano, desde el 1 de abril de 2005